# جيمي يوبيرت
جيمي يوبيرت (بالإنجليزية: Jimmy Joubert)‏ هو لاعب كرة قدم جنوب أفريقي في مركز الهجوم، ولد في 21 أكتوبر 1952 في خاوتينغ في جنوب أفريقيا. لعب مع كايزر تشيفز.